# Pylos-Nestor
Le dème de Pylos-Nestor (en grec Δήμος Πύλου - Νέστορος, dhimos Pylou-Nestoros) est une municipalité du district régional de Messénie en Grèce. Il a été créé en 2010 dans le cadre du plan Kallikratis par la fusion de six anciennes municipalités devenues des districts municipaux.
Son siège est la ville de Pýlos. Son nom fait référence au roi mythique Nestor.
Selon le recensement de 2011, la population du dème s'élève à 21 077 habitants.